# Benedikte Schrøder
Benedikte Schrøder (født 5. marts 2000) er en kvindelig dansk fodboldspiller der spiller forsvar for Kolding Q i Gjensidige Kvindeligaen og har tidligere spillet for Danmarks U/16-kvindefodboldlandshold.
Hun var med til at vinde pokal-sølv med KoldingQ i 2018.

## Meritter

### Klub
Kolding Q
- DBUs Landspokalturnering for kvinder
  - Sølv: 2018